# Corso Palladio

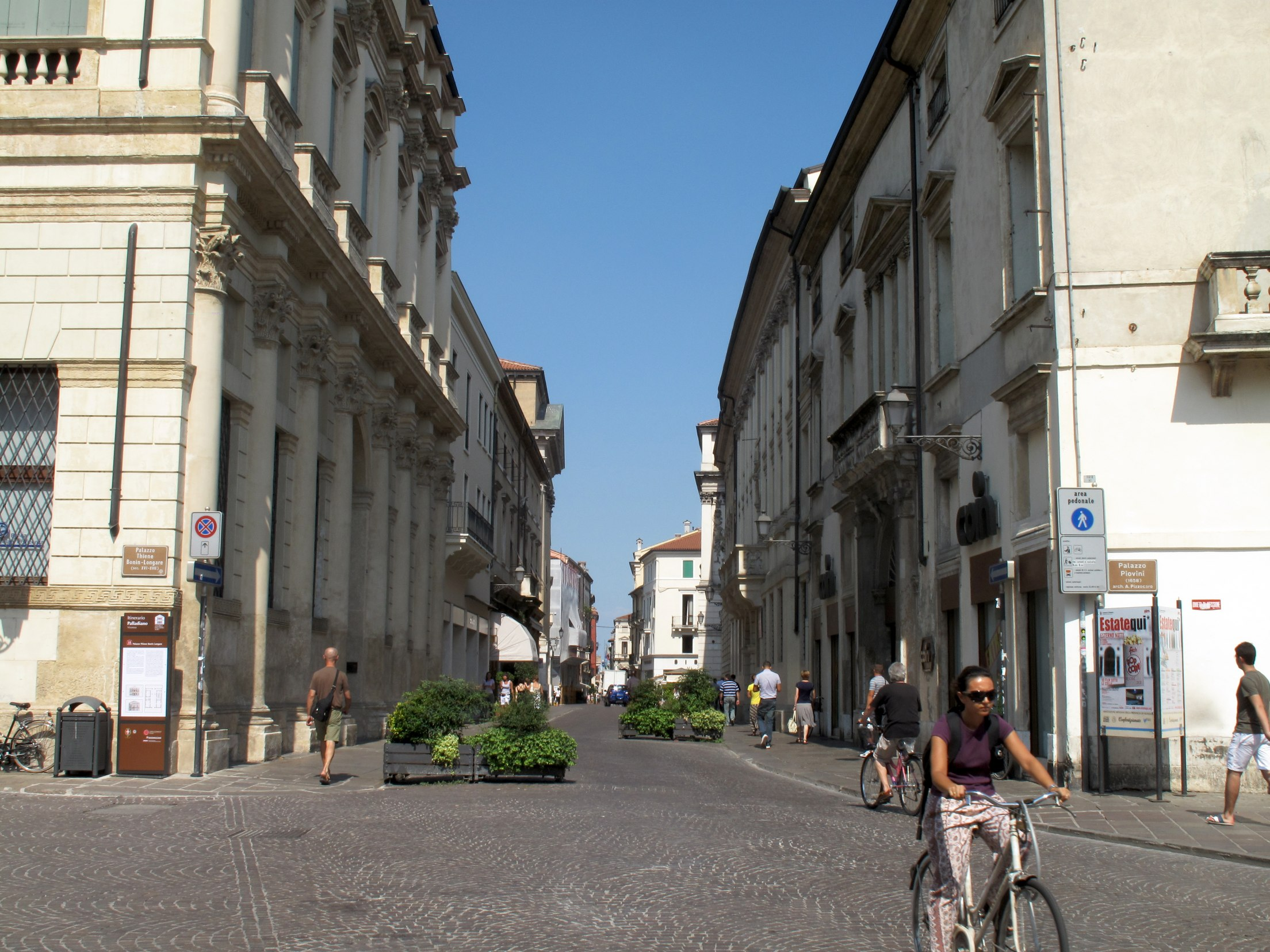
El Corso Palladio de Vicenza visto desde la Piazza Castello.

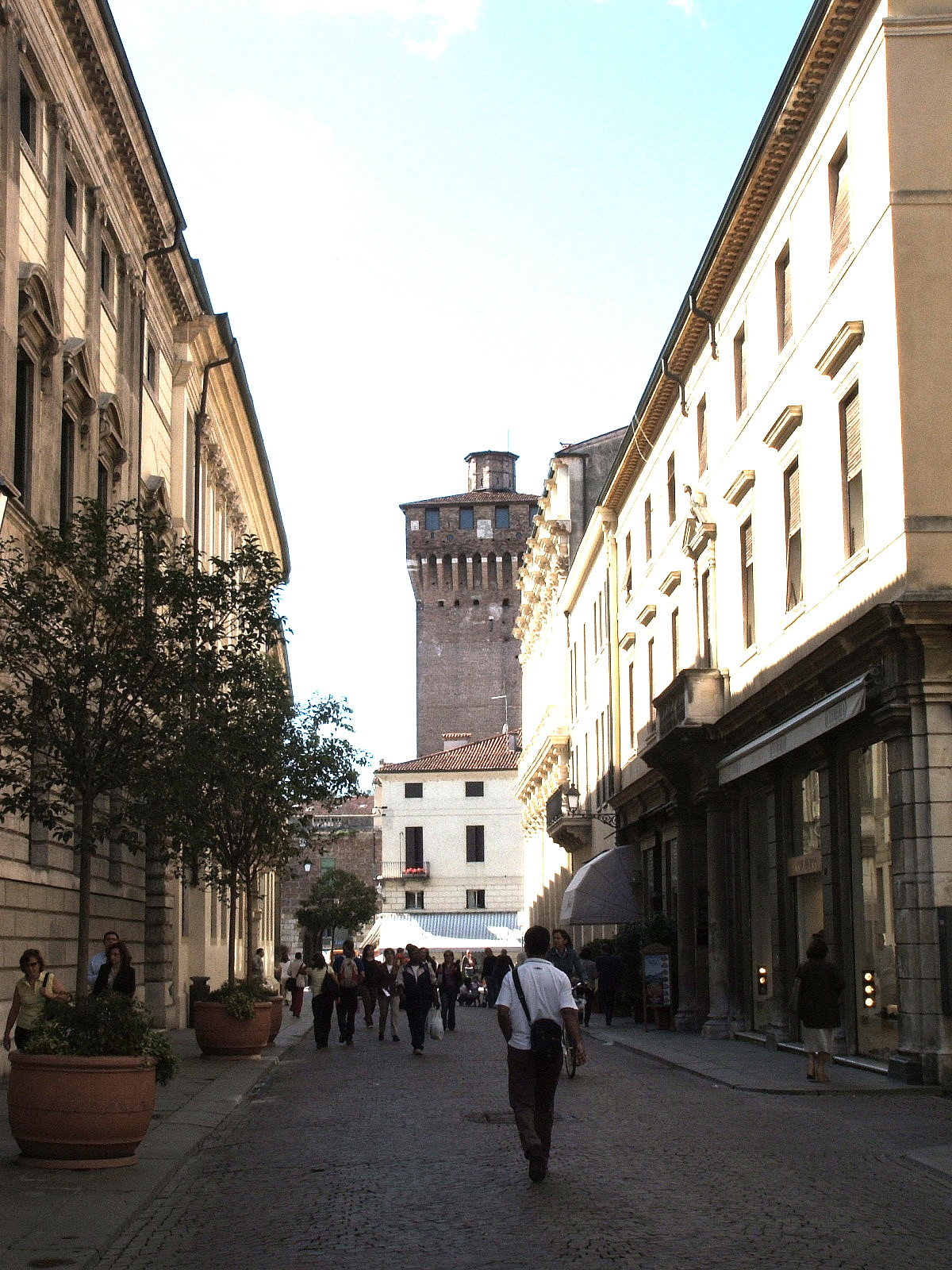
Tramo final del Corso Palladio, hacia la Porta Castello.

El Corso Andrea Palladio es la calle principal de Vicenza, Italia, dedicada tras la Segunda Guerra Mundial al célebre arquitecto Andrea Palladio. Con unos 700 m de longitud, atraviesa el centro histórico de la ciudad de oeste a este, respectivamente de la Piazza Castello a la Piazza Giacomo Matteotti.

## Historia
El trazado actual de la calle corresponde sustancialmente al que, en la época romana, era el decumanus maximus de la ciudad y, al mismo tiempo, el tramo urbano de la Vía Postumia. Llamada también strata major, tras la construcción de las murallas altomedievales fue delimitada por el oeste por la Porta Feliciana (muy cercana, aunque no totalmente coincidente con la Porta del Castello) y por el este por la Porta San Pietro (en la orilla derecha del río Bacchiglione, a la altura del Ponte di San Pietro, actualmente Ponte degli Angeli).
Durante la Edad Media y la Edad Moderna conservó su función de unión entre las ciudades de la llanura véneta (Verona y Padua), tanto que a sus lados abrieron pensiones, tabernas y lugares para alquiler de coches; aunque genéricamente se llamaba Strà grande, o simplemente Strà o Strada.
A los inicios de la Edad Contemporánea el tramo que iba desde la Piazza Castello a la Contrà San Faustino se llamaba Contrà del Corso, porque constituía la última parte de la carrera de los caballeros que disputaban el Palio en el día de la Sacra Spina y del Corpus Christi; en este recorrido, se sucedían varios topónimos diferentes procedentes de las características de cada tramo o lugar (Corso all'Azzardo, al Bo d'oro, al caffè Angelini, al Cappello rosso, al Casin, ai Filippini, ai Nobili, al Nolo, al Paradiso, a San Gaetano, alla Stella d'oro). Por su parte, el tramo entre la Contrà San Faustino y la actual Piazza Matteotti se llamaba Contrà Portici di Santa Corona, debido a la fila de pórticos presentes en el lado sur.
En 1866, tras la anexión del Véneto al Reino de Italia, ambos tramos se denominaron oficialmente Corso Principe Umberto (el futuro Rey de Italia, que ese mismo año había residido en el Palazzo Loschi Zileri Dal Verme); en 1943 se cambió su nombre por el de Ettore Muti y finalmente, tras la Liberación, en junio de 1945 la calle más importante de Vicenza recibió su nombre actual.

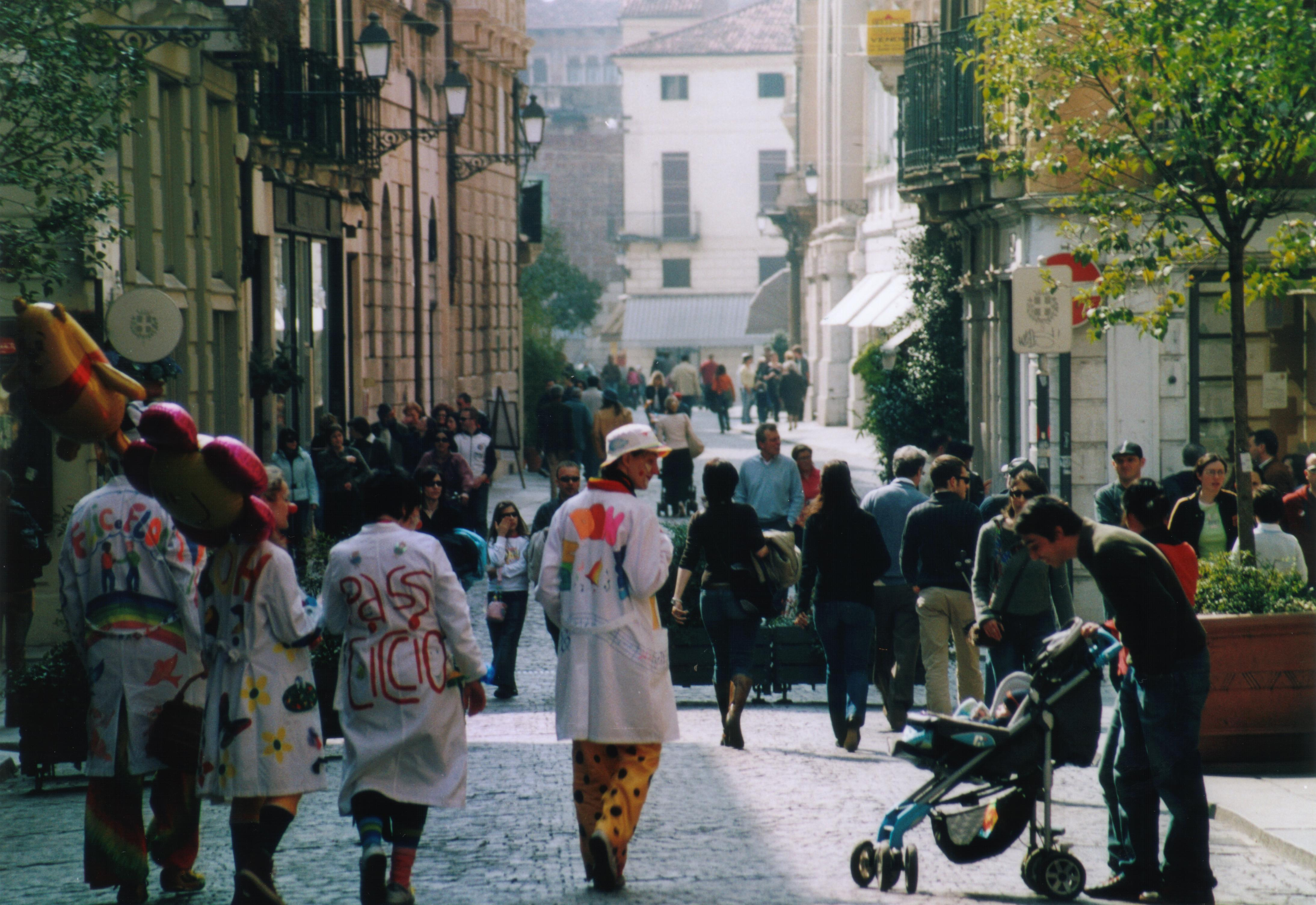
El Corso Palladio con los Dottori del Sorriso.

Cerrado al tráfico rodado desde 1983, está pavimentada con pórfido y durante buena parte de su trazado está rodeada por pórticos.
Considerada la calle comercial más importante de la ciudad, es uno de los lugares típicos de paseo para los vicentinos a quienes, especialmente el sábado por la tarde, les encanta recorrer la calle en las llamadas vasche (ir una y otra vez entre la Piazza Castello y la Piazza Matteotti).

## Edificios del lado sur

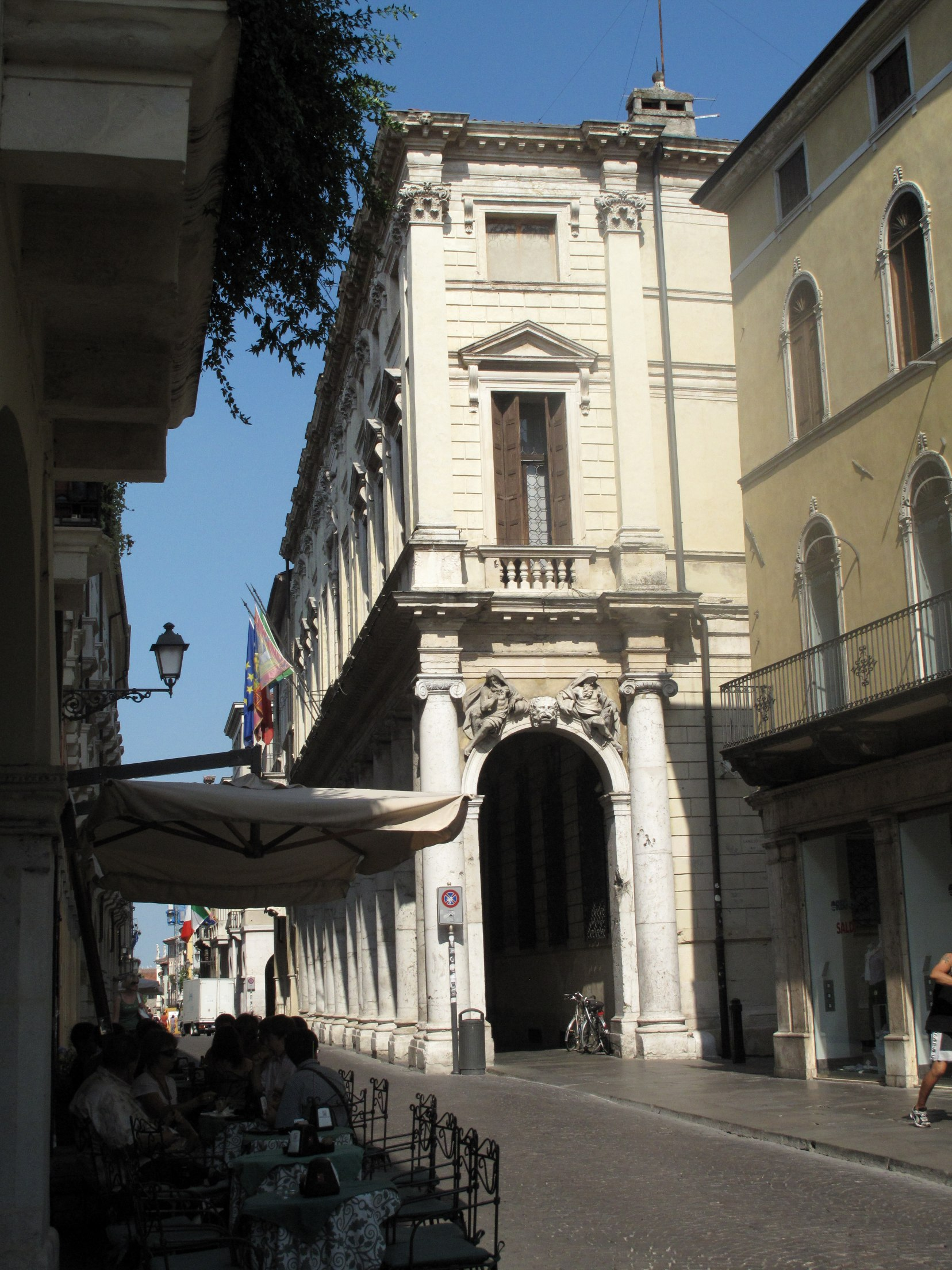
El Palazzo Trissino, sede del Ayuntamiento de Vicenza.

Los edificios más significativos desde el punto de vista histórico y artístico situados en el Corso Palladio son, empezando en la Piazza Giacomo Matteotti:
- Palazzo Chiericati (ala norte), sede de la Pinacoteca Cívica
- Casa Perecini Cremonese, en el nº 198
- Casa Galvani Pagello, en los nº 192-196
- Casa Trissino Menaldo, en el nº 152

→ Contrà San Faustino. Recibe su nombre de la antigua capilla (el edificio, desconsagrado, acoge actualmente el cine Odeon)   

→ Contrà Santa Barbara, atraviesa diagonalmente la calle y lleva a la Piazza dei Signori. Recibe su nombre de la antigua capilla homónima (que ya no existe)

→ Contrà Manin, en época medieval y moderna denominada Contrà delle Vetture
- Palazzo Lonigo Curti, en los nº 112-116

→ Contrà delle Morette
- Casa Peretti

→ Contrà del Monte, de la que se cree que era el antiguo cardo maximus de la época romana, llamada así porque justo antes de llegar a la Piazza dei Signori, en el lado izquierdo se encuentra el Palazzo del Monte di Pietà
- Palazzo Alidosio Conti, en los nº 102-104
- Palazzo Trissino Baston, sede del Ayuntamiento de Vicenza, en el nº 100

→ Contrà Cavour, antiguamente Contrà dei Giudei
- Casa Binda, en los nº 96-98
- Palazzo Pojana Arrigoni Noventa, en los nº 90-94, atribuido al arquitecto Andrea Palladio, que lo habría proyectado en torno al 1540. Está incluido en la lista de los 23 monumentos obra de Palladio de la ciudad declarados Patrimonio de la Humanidad por la UNESCO. Bajo el arco del palacio empieza la Contrà Do Rode

→ Contrà Cesare Battisti
- Palazzo Roi, en los nº 54/A-56
- Palazzo Lampertico, en el nº 54

→ Stradella Loschi
- Palazzo Loschi Zileri Dal Verme, en el nº 42
- Palazzo Braghetta Pagello Beltrame, en el nº 38-40
- Palazzo Bissari Malvezzi, en el nº 36
- Palazzetto Capra, incluido en el Palazzo Piovini Beltrame, en el nº 34

○ Piazza Castello

## Edificios del lado norte
Empezando en Porta Castello:
- Palazzo Marchi, en los nº 9-11

→ Piazza Castello

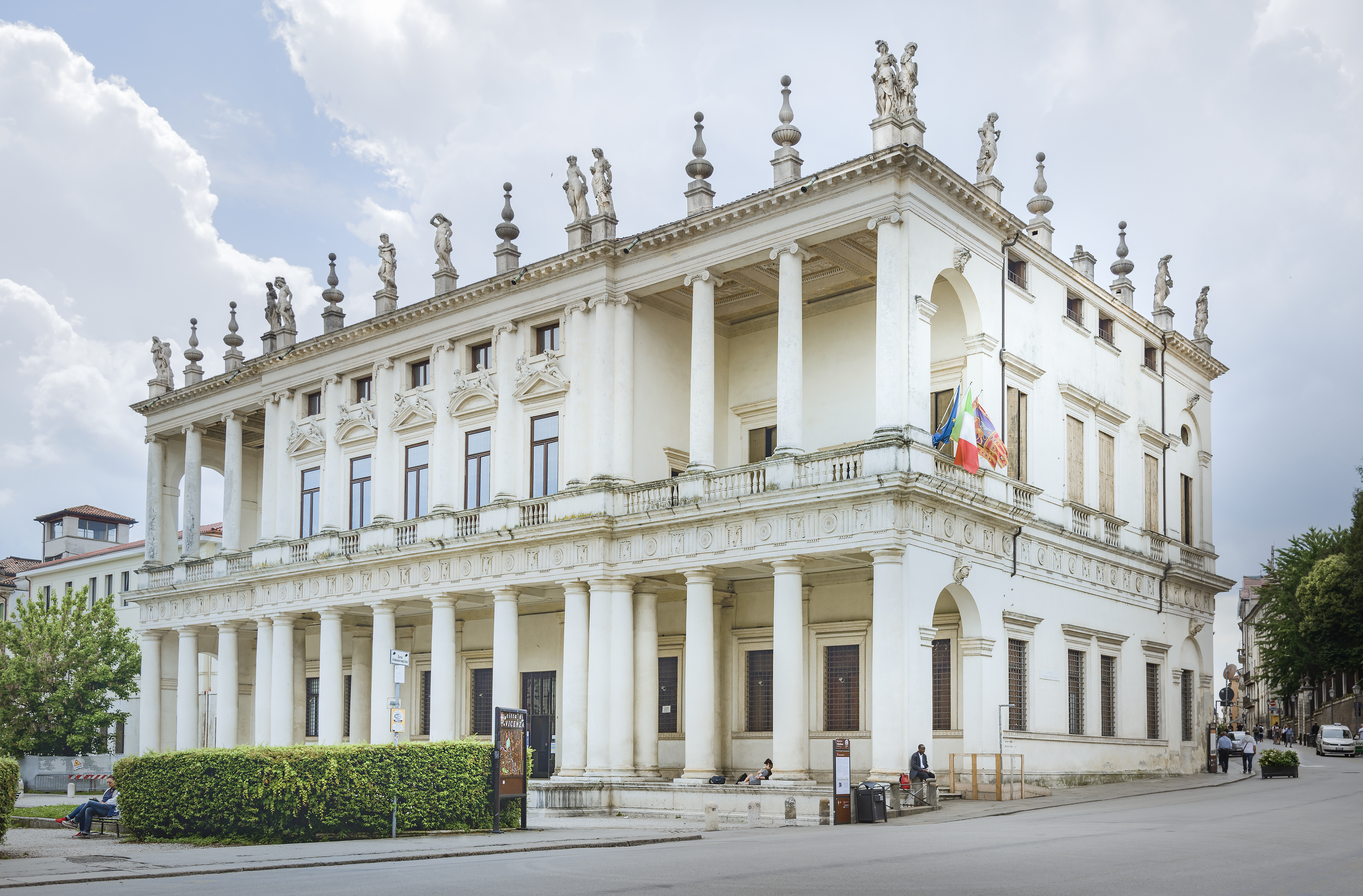
El Palazzo Chiericati.

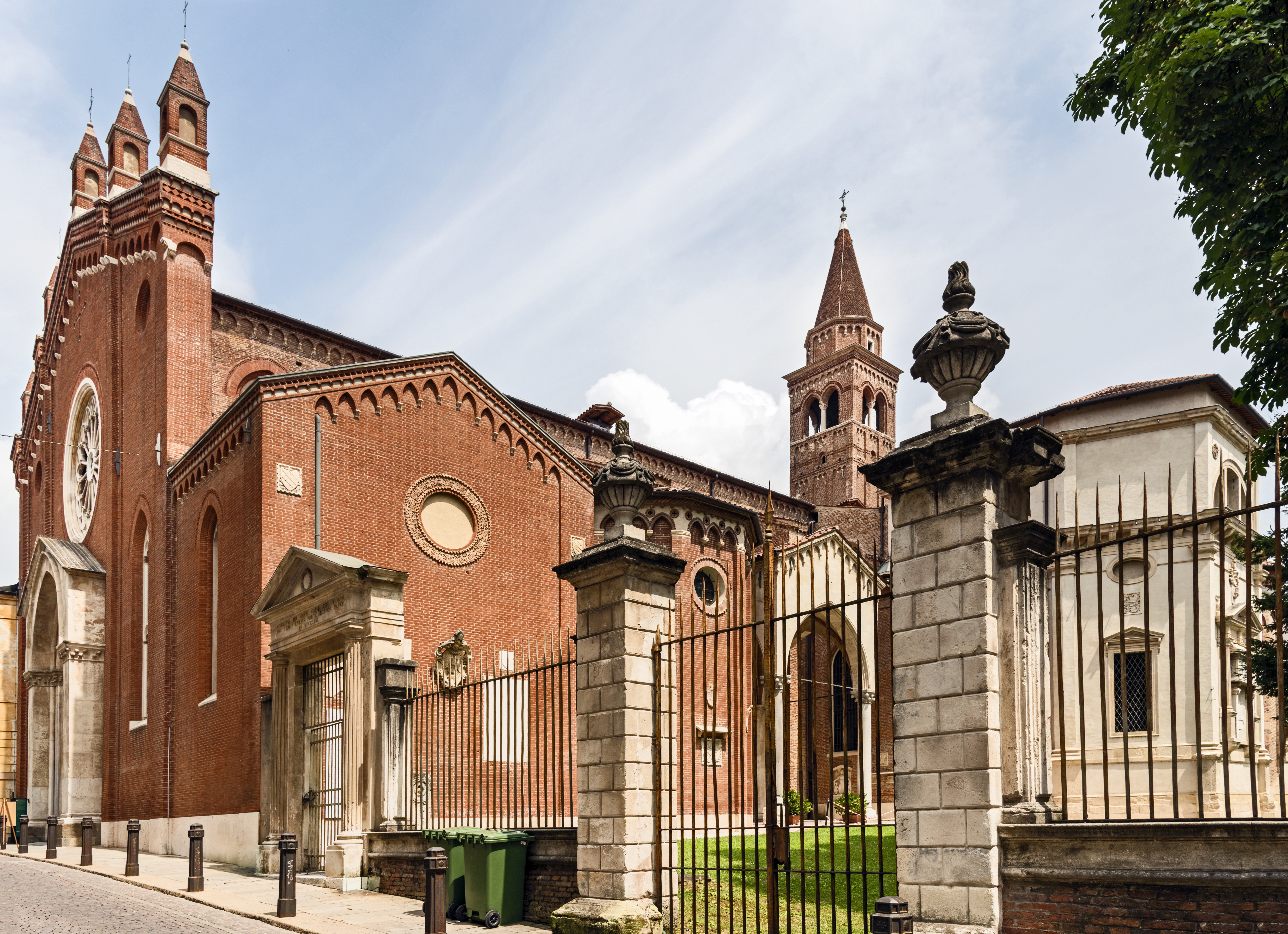
La Iglesia de la Santa Corona (Chiesa di Santa Corona) vista desde el Corso Palladio.

- Palazzo Thiene Bonin Longare, en el nº 13, (sede de Confindustria Vicenza)
- Palazzo Savardo Brunialdi, en el nº 21-27

→ Stradella dei Filippini
- Chiesa di San Filippo Neri (llamada "dei Filippini")

→ Strada San Marcello
- Palazzo Capra Clementi, en el nº 45
- Palazzo Thiene, en el nº 47

→ Galleria Del Pozzo Rosso
→ Corso Fogazzaro
- Palazzo Ghislanzoni
- Palazzo Braschi Brunello, en los nº 67-71
- Palazzo Tornieri, en los nº 103-109

→ Galleria Porti

→ Contrà Porti

→ Contrà San Gaetano
- Palazzo Caldogno da Schio detto "Ca' d'Oro", al n. 147
- Chiesa di San Gaetano da Thiene
- Palazzo Valmarana Negri, en el nº 159

→ Contrà Santa Corona
- Jardines de la Chiesa di Santa Corona
- Casa Cogollo (llamada "del Palladio"), en el nº 163

→ Contrà Canove Vecchie

○ Piazza Giacomo Matteotti